# Домонтович, Сергей Алексеевич
Сергей Алексеевич Домонтович (1883—1919) — русский военный деятель, полковник Российской Императорской армии (1917); генерал-майор Белой армии (1919). Герой Первой мировой войны, участник Гражданская война в России.

## Биография
В 1903 году после окончания Второго кадетского корпуса и Пажеского Его Императорского Величества корпуса произведён в корнеты гвардии и выпущен в Уланский Его Величества лейб-гвардии полк.

В 1909 году произведён в поручики гвардии, в 1913 году в штабс-ротмистры гвардии. С 1914 года участник Первой мировой войны в составе своего полка. С 1915 года за боевые отличия произведён в ротмистры гвардии — командир эскадрона. Высочайшим приказом от 2 июня 1915 года за храбрость награждён Георгиевским оружием: 
За отличия и храбрость в делах против неприятеля проявленные будучи штабс-ротмистром л.-гв. Уланского Его Величества полка
В 1917 году за боевые отличия произведён в полковники — врио командира и командир Уланского Его Величества лейб-гвардии полка.
После Октябрьской революции с 1918 года — участник Белого движения, участник восстания против большевиков в Екатеринбурге. С 1918 года командир 1-го Уланского Екатеринбургского полка, помощник Главного начальника Уральского края и уполномоченного командующего Сибирской армией по охране государственного порядка. С 1919 года состоял при военном министре генерале М. К. Дитерихсе. С 1919 года генерал-майор — главный начальник военно-административного управления Восточного фронта. Умер 20 декабря 1919 года от тифа у станции Зима.

## Награды
- Орден Святой Анны 4-й степени «За храбрость» (ВП 01.11.1914)
- Георгиевское оружие (ВП 02.06.1915)
- Орден Святого Станислава 2-й степени с мечами (ВП 08.06.1916)